# Сакавре
Сакавре (груз. საყავრე) — село в Грузии, на территории Горийского муниципалитета края (мхаре) Шида-Картли.

## География
Село находится в центральной части Грузии, на северном склоне Триалетского хребта, к западу от реки Тедзами (правый приток Куры), на расстоянии приблизительно 15 километров (по прямой) к юго-востоку от города Гори, административного центра муниципалитета. Абсолютная высота — 1241 метр над уровнем моря.

## Население
По результатам официальной переписи населения 2014 года в Сакавре проживало 6 человек (1 мужчина и 5 женщин). В национальной структуре населения грузины составляли 100 %.
| Год  | Население, человек |
| ---- | ------------------ |
| 2002 | 0                  |
| 2014 | ↗ 6                |